# 613. pehotni polk (Wehrmacht)
Za druge 613. polke glejte 613. polk.
613. pehotni polk (izvirno nemško Infanterie-Regiment 613) je bil eden izmed pehotnih polkov v sestavi redne nemške kopenske vojske med drugo svetovno vojno.

## Zgodovina
Polk je bil ustanovljen 14. junija 1941 kot polk 16. vala v WK IV.
17. junija 1941 je bil polk preimenovan v 613. pehotni nadomestni polk, dodeljen 203. pehotni nadomestni brigadi in poslan v Generalno guvernijo.